# Opheltes glaucopterus
Opheltes glaucopterus is een vliesvleugelig insect (Hymenoptera) uit de familie van de gewone sluipwespen (Ichneumonidae). De wetenschappelijke naam werd gepubliceerd in 1758 door Carl Linnaeus in de tiende editie van Systema naturae.